# Nehalennia pallidula
Nehalennia pallidula é uma espécie de libelinha da família Coenagrionidae. É endémica dos Estados Unidos da América. Os seus habitats naturais são: pântanos e freshwater marshes. Está ameaçada por perda de habitat.